# Viny Beltramelli
Viny Beltramelli, né le 9 juillet 1999 à Troyes, est un pilote automobile français, concourant principalement dans les catégories GT.  
En 2024, il est engagé avec une Porsche 718 Cayman GT4 RS Clubsport sur un double programme : Championnat de France FFSA GT / GT4 European Series. Il est également inscrit en Championnat de France TC FRANCE sur une Peugeot 308 Racing Cup.  

## Biographie
Viny Beltramelli commence le karting en 2012. Il dispute pendant deux ans les championnats de France en catégorie Nationale où il sera titré champion d’Île de France en 2016.
En 2016, Beltramelli débute le sport automobile au volant d’une Formule Renault Van Diemen de 1993 dans le Championnat de France FFSA Historique des circuits Monoplaces/Proto. Il ne participe pas à l’entièreté du championnat pour raison d’examens scolaires et termine sa première saison en monoplace avec des victoires en catégorie Atmosphérique.
En 2019, il signe chez Ropars Racing Team en 208 Racing Cup au sein des formules de promotion Peugeot Sport. Il finira vice-champion des Rencontres Peugeot Sport en 208 Racing Cup Junior pour sa première année.
En 2020, il réitère son engagement en 208 Racing Cup, où il termine champion Junior.
En 2021, Beltramelli cumule un double programme au sein du Ropars Racing Team, 208 Racing cup en Ultimate Cup Series et 308 Racing Cup en championnat de France FFSA Tourisme - TC France.
En Ultimate Cup Series (208 Racing Cup), Beltramelli termine 3ème au scratch après avoir participé à 4 manches sur 6, montant 11 fois sur le podium en 15 courses avec 4 victoires.
Il clôt la saison avec une victoire en course 2 sur le circuit d'Estoril. 
En championnat de France FFSA Tourisme – TC France (308 Racing Cup), il fait son entrée mi-saison sur le circuit de Spa-Francorchamps et se classe dans le top 5 pour sa première course. Beltramelli termine la saison avec une victoire au Paul Ricard,, ainsi qu'avec une seconde place, ce qui le classe 5ème au classement général et en tête de la catégorie Rookies.

### Arrivée en GT4
À la suite de ses résultats, le team CD Sport lui propose un essai en GT4 en début d'année 2022, sur le Circuit Paul Armagnac de Nogaro.  
À l'issue de cet essai, il annonce sa présence en Championnat de France FFSA GT pour la saison 2022 avec l'équipe CD Sport, avec une première course prévue à Nogaro.

### Saintéloc Racing
Après une saison mitigée en 2022, Viny Beltramelli s'engage avec le team Saintéloc Racing pour la saison 2023. Sur six meetings, il est épaulé par six coéquipiers différents et doit accepter un changement de catégorie au cours de l'année à la suite d'une difficulté de l'écurie de trouver un coéquipier Silver. Sur la totalité de la saison, le pilote français réalise plusieurs « top 10 » au classement général ainsi que des « top 10 » dans les classes Silver et Pro/Am.  

### Triple programme pour 2024
En 2024, Viny Beltramelli effectue un triple programme ainsi qu'un changement d'écurie. 
Il connait un retour au sources, avec l'inscription en demi-volant au Championnat de France FFSA Tourisme sur une Peugeot 308 Racing Cup. Il partage le volant avec son père sur la numéro #3 inscrite dans la structure Team Pilote 69 by 2RT. 
Le programme principal de Viny Beltramelli reste toujours orienté sur la catégorie GT. C'est avec l'écurie JSB Compétition, qu'il s'inscrit en Championnat de France FFSA GT4 ainsi qu'en GT4 European Series. Il construit un équipage Silver, avec un ancien concurrent : Florian Briché.  

## Palmarès
- Champion d’Ile de France catégorie Nationale en 2016
- Vice-champion Junior des Rencontres Peugeot Sport en 208 Racing cup en 2019
- Champion Junior des Rencontres Peugeot Sport en 208 Racing cup en 2020
- 3e au 12h TOTAL des Rencontres Peugeot Sport en 208 Racing cup en 2019[8]
- Vainqueur du championnat de France FFSA Tourisme - TCA Light en 2021
- Meilleur Rookie dans le championnat de France FFSA Tourisme – TC France en 2021
- Champion de France FFSA Tourisme - TCA Light en 2021
- Champion de France FFSA Tourisme - TC FRANCE en 2024
- 3ème au Championnat de France - FFSA GT4 en 2024

| Saison | Championnat                                     | Écurie             | Courses | Victoires | Pole positions | Meilleurs tours | Podiums | Points inscrits | Classement                 |
| ------ | ----------------------------------------------- | ------------------ | ------- | --------- | -------------- | --------------- | ------- | --------------- | -------------------------- |
| 2019   | Rencontre Peugeot Sport (208 Racing Cup)        | Ropars Racing Team | 24      | 0         | 0              | 1               | 3       | 124             | 5e et Vice-Champion Junior |
| 2020   | Rencontre Peugeot Sport (208 Racing Cup)        | Ropars Racing Team | 8       | 0         | 0              | 2               | 6       | 157             | 5e et Champion Junior      |
| 2021   | Ultimate Cup Series 2021 (208 Racing Cup)       | Ropars Racing Team | 15      | 4         | 1              | 7               | 11      | 207             | 3e                         |
| 2021   | Championnat de France FFSA Tourisme (TCA Light) | Ropars Racing Team | 4       | 3         | 3              | 4               | 4       | 93              | Champion                   |
| 2021   | Championnat de France FFSA Tourisme (TC France) | Ropars Racing Team | 6       | 1         | 0              | 0               | 2       | 82              | 5e                         |
| 2022   | Championnat de France FFSA GT4                  | CD SPORT           | 12      | 0         | 0              | 0               | 0       | 34              | 10e                        |
| 2023   | Championnat de France FFSA GT4                  | Saintéloc Racing   | 12      | 0         | 0              | 0               | 0       | 12              | 10e                        |
| 2024   | Championnat de France FFSA GT4                  | JSB Compétition    | 12      | 0         | 0              | 0               | 4       | X               | 3ème                       |
| 2024   | GT4 European Series                             | JSB Compétition    | 12      | 0         | 0              | 0               | 0       | 2               | En lice                    |
| 2024   | Championnat de France FFSA Tourisme (TC France) | Ropars Racing Team | 12      | 6         | 2              | 5               | 12      | 255             | Champion                   |